# Чакијев култ
Дечије игре 7: Чакијев култ (енгл. Cult of Chucky) амерички је слешер хорор филм из 2017. године редитеља и сценаристе Дона Мансинија, са Фионом Дуриф, Бредом Дурифом, Џенифер Тили и Алексом Винсентом у главним улогама. Представља директан наставак Чакијевог проклетства (2013) и обједињује приче из свих претходних делова, тако што се фокусира на ликовима који су преживели Чакијеве нападе.
Снимање филма је почело у Винипегу, у јануару 2017, а Јуниверсал студио га је објавио 3. октобра 2017. као видео на захтев, ДВД и Блу-реј. Чакијев култ је, након Чакијевог проклетства, други директно-на-видео филм у серијалу. Добио је помешане критике и зарадио 2,3 милиона долара од продаје ДВД и Блу-реј дискова. ТВ серија Чаки, која се на каналу Syfy емитује од октобра 2021, представља директан наставак овог филма.

## Радња
Након догађаја из претходног дела, Ника Пирс је смештена у менталну болницу, пошто је оптужила лутка Чакија да је убио чланове њене породице. У посету јој долази Тифани Валентајн, која је усвојила њену нећаку Алис и обавештава је да је Алис у међувремену преминула. Она оставља Ники лутку марке Добри момак и тврди да је то поклон од Алис. Док Ника открива да је Тифани заправо Чакијева супруга, Чаки премешта своју душу у више лутака и тако прави Чакијев култ. Једна од лутака се налази у рукама Ендија Барклија, кога је Чаки покушавао да убије док је био дете. 

## Улоге
| Глумац               | Улога               |
| -------------------- | ------------------- |
| Фиона Дуриф          | Ника Пирс           |
| Бред Дуриф           | Чарлс Ли Реј „Чаки” |
| Алекс Винсент        | Енди Баркли         |
| Џенифер Тили         | Тифани Валентајн    |
| Мајкл Теријо         | др Фоли             |
| Адам Хертинг         | Малком / Мајкл      |
| Елизабет Росен       | Мадлен              |
| Грејс Лин Кунг       | Клер                |
| Марина Стивенсон Кер | Анџела              |
| Зак Сантијаго        | Карлос              |
| Али Татарин          | мед. сестра Ешли    |
| Самер Хауел          | Алис Пирс           |
| Кристина Елиз        | Кајл Симпсон        |